# Palacio de los Estages
El Palacio de los Estages, condes de Torreflorida, es un edificio histórico renacentista de La Almunia de Doña Godina (provincia de Zaragoza). Está ubicado en el número 17 de la calle de Ortubia.

## Historia
El palacio fue históricamente la residencia en La Almunia de Doña Godina de los condes de Torreflorida, de cuyo primitivo apellido, Estaxe, toma su nombre. 
Fue construido en el último tercio del siglo XVI siguiendo los parámetros del Renacimiento aragonés, con sucesivas reformas en los siglos XVII y XVIII para ampliarlo y acomodarlo a los gustos de la época, que no afectaron a la estructura original.
En el siglo XVIII el palacio deja de ser residencia principal de los condes para ser utilizado de forma eventual, si bien continuaron viviendo allí los administradores y encargados de la Casa.
En 1911 la III condesa de Torreflorida, María Manuela Estage y Sancho, suprimido el mayorazgo, dividió el patrimonio de la Casa de Torreflorida entre sus dos herederos, quedando el Palacio de los Estages repartido de la siguiente manera: el IV conde de Torreflorida hereda una ampliación independiente del palacio construida en el siglo XVIII; el hermano menor, Mariano Ferrández Estage, la planta noble renacentista con el patio principal. La capilla, de estilo barroco adornada con yesería policromada, quedó proindivisa para uso de ambos.
En 2017, tras permanecer cinco siglos en manos de la Casa de Torreflorida, el Palacio de los Estages es enajenado por la familia, y en 2021 se anuncia la construcción de dieciséis viviendas respetando los elementos protegidos y adaptando el edificio a las actuaciones contempladas en el ‘Plan de Mejora del Casco Histórico’ de La Almunia de Doña Godina (PIAMRU), presentado el 1 de febrero de 2018.

## Descripción
El Palacio de los Estages constituye uno de los edificios de carácter civil más importantes de La Almunia de Doña Godina. La construcción, que data del último tercio del siglo XVI, obedece al arquetipo de palacio renacentista aragonés, que tiene en el Palacio de los Estages uno de sus mejores ejemplos. 
La fachada es enteramente de ladrillo y tiene las habituales tres alturas. Conserva la portada de la planta baja, que es de medio punto y descentrada, y una ventana con reja embebida. El segundo piso conserva los huecos originales aún sin rasgado para balcón y con la carpintería primitiva. La galería es de siete vanos doblados con arcos de medio punto y óculos en el antepecho y en las enjutas, con tres líneas de imposta de doble listel.
El alero es de madera, muy ornamentado, con ménsulas en forma de voluta, pinjantes y friso con ovas, junto con una imposta de taqueado que sirve de transición hacia el muro de ladrillo.
Es, en conjunto, una de las fachadas mejor conservadas en su originalidad del renacimiento civil zaragozano.